# Cantón Santa Isabel
El Cantón Santa Isabel está ubicado en la provincia del Azuay, al sur de Ecuador. Con una superficie de 771.41 km², ocupa en su mayor parte la cuenca alta y media del río Jubones. Se caracteriza por su variada geografía y biodiversidad, que incluye desde cálidos valles hasta fríos páramos de montaña. La cabecera cantonal, también llamada Santa Isabel, se encuentra a 74 km de Cuenca y es el centro administrativo del cantón.

## Historia
El territorio de Santa Isabel estuvo habitado inicialmente por los Cañaris. Durante la época colonial, fue administrado bajo la encomienda del Marqués Juan de Salinas, quien explotó las minas de oro del cerro Shiry. En 1930, la comunidad de Cañaribamba fue reubicada en Chaguarurco, actual Santa Isabel, debido a una epidemia y la difícil situación económica. El 20 de enero de 1945, se creó oficialmente el cantón Santa Isabel bajo la presidencia de José María Velasco Ibarra.

## Geografía
El cantón presenta una topografía diversa, con altitudes que varían entre los 100 y los 4,000 m s. n. m. El clima varía desde cálido seco en los valles, hasta frío de páramo en las zonas altas. Se divide en tres zonas climáticas principales:
- Zona Baja: Incluye el Valle de Yunguilla y áreas cercanas. Clima cálido y seco.
- Zona Media: Abarca la cabecera cantonal y alrededores. Clima templado.
- Zona Alta: Parroquias como San Pablo de Shaglli. Clima frío, apto para ganadería y producción de lácteos.

## División Político-Administrativa
El cantón está conformado por una parroquia urbana y cuatro rurales:
1. Parroquia Urbana Santa Isabel (Chaguarurco): Centro administrativo y económico del cantón.
2. Parroquia Abdón Calderón (La Unión): Conocida por su producción de caña de azúcar y productos derivados.
3. Parroquia El Carmen de Pijilí: Rica en recursos naturales y agrícolas, con gran biodiversidad.
4. Parroquia San Pablo de Shaglli: Predomina la ganadería y la producción de lácteos.
5. Parroquia San Salvador de Cañaribamba: Importante por su pasado histórico y atractivos naturales.

## Población
Según el censo de 2010, el cantón tenía una población de 22,987 habitantes, de los cuales el 49.4% eran hombres y el 50.6% mujeres. Para 2020, se proyectó una población de 28,541 habitantes. La mayoría de la población se concentra en la cabecera cantonal y las parroquias Abdón Calderón y San Pablo de Shaglli.
Según el Censo de Población y Vivienda del INEC del año 2022, el Cantón Santa Isabel presenta las siguientes características demográficas:
- Población Total: 20,753 habitantes, distribuidos en 6,194 en la zona urbana y 14,559 en la zona rural.
- Viviendas Totales: 12,643, de las cuales 12,607 son viviendas particulares y 36 son colectivas.
- Hogares Totales: 6,616, con un promedio de 3.13 miembros por hogar.
- Relación Hombres-Mujeres: 91 hombres por cada 100 mujeres, con una relación de dependencia de 63 personas dependientes por cada 100 en edad productiva.

- Acceso a Servicios Básicos:

```
 * Agua por red pública: 83.9%
 * Electricidad: 96.1%
 * Alcantarillado: 36.1%
 * Recolección de basura: 68.1%
```

### Datos por Parroquias
- Parroquia Abdón Calderón:

```
 * Población Total: 4,228 habitantes.
 * Viviendas: 3,139.
 * Hogares: 1,369.
 * Servicios Básicos:
   * Agua por red pública: 93.9%
   * Electricidad: 98.4%
   * Alcantarillado: 17.0%
   * Recolección de basura: 73.5%
```

- Parroquia El Carmen de Pijilí:

```
 * Población Total: 2,648 habitantes.
 * Viviendas: 1,243.
 * Hogares: 847.
 * Servicios Básicos:
   * Agua por red pública: 51.7%
   * Electricidad: 90.6%
   * Alcantarillado: 15.5%
   * Recolección de basura: 67.4%
```

- Parroquia San Salvador de Cañaribamba:

```
 * Población Total: 1,618 habitantes.
 * Viviendas: 965.
 * Hogares: 538.
 * Servicios Básicos:
   * Agua por red pública: 73.3%
   * Electricidad: 92.7%
   * Alcantarillado: 18.4%
   * Recolección de basura: 31.1%
```

- Parroquia Santa Isabel (Cabecera Cantonal):

```
 * Población Total: 10,410 habitantes.
 * Viviendas: 6,168.
 * Hogares: 3,309.
 * Servicios Básicos:
   * Agua por red pública: 95.6%
   * Electricidad: 97.8%
   * Alcantarillado: 57.1%
   * Recolección de basura: 76.9%
```

Estos datos reflejan la distribución y características socioeconómicas del cantón, destacando las diferencias en acceso a servicios básicos entre las parroquias urbanas y rurales.

## Economía
La principal actividad económica del cantón es la agricultura, la ganadería y la producción de derivados de caña de azúcar. El comercio y la construcción también juegan un papel importante. El Valle de Yunguilla es conocido por sus cultivos de café, frutas y hortalizas.

## Turismo
Santa Isabel cuenta con diversos atractivos turísticos naturales y culturales:
- Bosque Petrificado de San Pedro: Importante sitio paleontológico.
- Valle de Yunguilla: Destino turístico por su clima agradable y paisajes.
- Piedra Movedora: Monumento natural ubicado en la comunidad Husipamba de la parroquia San Salvador de Cañaribamba.
- Laguna de Charunguasi: Cuerpo de agua rodeado de montañas.

## Educación
El cantón cuenta con varias instituciones educativas:
- Unidad Educativa Santa Isabel: Educación desde inicial hasta bachillerato.
- Unidad Educativa Fernando de Aragón: Educación básica completa.
- Unidad Educativa Isabel de Castilla: Ofrece educación básica.
- Unidad Educativa "20 de Enero": Educación básica hasta tercer año.
- Unidad Educativa Fiscomisional La Inmaculada: Administrada por la congregación Hijas de la Caridad.

## Administración y Política
| Alcalde                      | Inicio | Final | Designación                    | Partido                                                                   |
| ---------------------------- | ------ | ----- | ------------------------------ | ------------------------------------------------------------------------- |
| Alejandro Rosales González   | 1996   | 2000  | Elección directa (1996 - 2000) | Partido Social Cristiano                                                  |
| Manuel Rodrigo Quezada Ramón | 2000   | 2005  | Elección directa (2000 - 2005) | Alianza: Movimiento Popular Democrático, Partido Socialista-Frente Amplio |
| Manuel Rodrigo Quezada Ramón | 2005   | 2009  | Elección directa (2005 - 2009) | Alianza: Movimiento Popular Democrático, Pachakutik                       |
| Manuel Rodrigo Quezada Ramón | 2009   | 2014  | Elección directa (2009 - 2014) | Movimiento Popular Democrático                                            |
| Manuel Rodrigo Quezada Ramón | 2014   | 2019  | Elección directa (2014 - 2019) | Alianza: Movimiento Popular Democrático, Participa, Democracia Radical    |
| Ernesto Guerrero Rodríguez   | 2019   | 2023  | Elección directa (2019 - 2023) | Unidad por el Cambio: Izquierda Democrática, Unidad Popular               |
| Anabel Lalvay Segovia        | 2023   | 2027  | Elección directa (2023 - 2027) | Alianza: Fuerza Colectiva, Pachakutik, Todos Somos Pueblo                 |

CONCEJALES DEL CANTÓN SANTA ISABEL PARA LA ADMINISTRACIÓN 2023-2027
| Nombres y Apellidos               |                    | Partido o alianza política                              | fecha de elección     | Desde               | Hasta               |
| GOYES SANTILLÁN YADIRA DEL CARMEN | Concejales Urbanos | Unidad Popular 2                                        | 5 de febrero del 2023 | 14 de mayo del 2023 | 13 de mayo del 2027 |
| CABRERA ORDOÑEZ MARIANA DE JESUS  | Concejales Urbanos | Fuerza Colectiva (Pachakutik 18-112 Todos Somos Pueblo) | 5 de febrero del 2023 | 14 de mayo del 2023 | 13 de mayo del 2027 |
| DURÁN BELTRÁN FREDY EFRAÍN        | Concejales Urbanos | Partido Socialista Ecuatoriano 17                       | 5 de febrero del 2023 | 14 de mayo del 2023 | 13 de mayo del 2027 |
| PEÑALOZA GUERRERO ELÍAS SAU       | Concejales Rurales | Fuerza Colectiva (Pachakutik 18-112 Todos Somos Pueblo) | 5 de febrero del 2023 | 14 de mayo del 2023 | 13 de mayo del 2027 |
| OCHOA CABRERA ALCIDES BENJAMÍN    | Concejales Rurales | Unidad Popular 2                                        | 5 de febrero del 2023 | 14 de mayo del 2023 | 13 de mayo del 2027 |

## Recursos hídricos
El cantón forma parte de la cuenca hidrográfica del río Jubones, que abastece de agua a las comunidades y sustenta la agricultura local. Hay varios permisos de uso y aprovechamiento del agua regulados por las autoridades locales.

## Infraestructura y Servicios
Santa Isabel cuenta con infraestructura vial que conecta sus parroquias y facilita el acceso a otras provincias. Las redes de telecomunicaciones y servicios básicos cubren gran parte del territorio, aunque existen áreas rurales con necesidades insatisfechas.

## Conclusión
Santa Isabel es un cantón con un gran potencial para el desarrollo, especialmente en turismo y agricultura. Su rica historia, diversidad cultural y natural, y su estratégica ubicación en el valle de Yunguilla lo convierten en un destino atractivo para el turismo y la inversión.